# ME TV (Mesopotamya TV)
ME TV (Mesopotamya TV),  kurdiskspråkig TV-kanal tillhörande Mesopotamia Broadcast A/S, Danmark.